# 7 Iris
7 Iris (in italiano 7 Iride) è uno dei più grandi asteroidi della Fascia principale.
È il terzo asteroide per luminosità media all'opposizione, dopo Cerere e Vesta, raggiungendo una magnitudine media pari a +7,8, superando seppur di poco anche Pallade..

## Scoperta e nome
Iris fu scoperto il 13 agosto 1847 da John Russell Hind grazie al telescopio da 7 pollici dell'osservatorio privato di George Bishop (di cui era direttore) al Regent's Park di Londra, Regno Unito, il primo dei dieci asteroidi da lui individuati.
Iris fu battezzato così in onore della dea Iris, personificazione dell'arcobaleno nella mitologia greca, sorella delle Arpie e messaggera degli dei, specialmente di Era (Giunone). Il nome Iris fu particolarmente appropriato e ben riscostruisce le circostanze della scoperta: fedele al ruolo di serva di Giunone, il pianetino seguiva 3 Juno a meno di un'ora d'ascensione retta.
Il simbolo astronomico originario di Iride () rappresenta un arcobaleno.

## Caratteristiche fisiche
Le analisi della curva di luce indicano che Iris ha una forma alquanto spigolosa e che il suo polo punta in direzione delle coordinate eclittiche (β, λ) = (10°, 20°) con un'incertezza di circa 10°. Ciò restituisce un'inclinazione assiale di 85°, di modo che il Sole non tramonta mai durante l'estate e non sorge durante l'inverno su quasi tutto un emisfero di Iris. Su di un corpo senza atmosfera questo provoca escursioni termiche molto elevate.
La superficie di Iris è molto brillante e iridescente; la sua composizione è probabilmente una miscela di nichel e ferro allo stato metallico e silicati di magnesio e ferro.
Le osservazioni dello spettro visuale di Iris indicano che questo è molto simile a quello delle condriti L ed LL (tenendo conto della meteorologia spaziale) e suggeriscono che il pianetino potrebbe essere un'importante sorgente di questo tipo di meteoriti. Le dinamiche planetarie indicano inoltre che Iris dovrebbe essere, insieme a un considerevole numero di asteroidi situati nei pressi della lacuna di Kirkwood in risonanza 3:1 con Giove, una fonte rilevante di meteoriti.
Iris ha occultato una stella il 26 maggio 1995 e successivamente il 25 luglio 1997. Entrambe le osservazioni hanno indicato un diametro di circa 200 km.

## Caratteristiche orbitali
Ha una piccola MOID con vari asteroidi:
- con 10 Hygiea l'11 settembre 2133 passerà a sole 0,049 U.A. di distanza [2]
- con 88 Thisbe ha avuto e avrà numerosi passaggi ravvicinati: il 15 febbraio 1916 a 0,021 UA, il 23 luglio 1934 a 0.017 UA, il 27 dicembre 1952 a 0,017 UA, il 31 maggio 1971 a 0,020 UA, il 5 novembre 1989 a 0,047 UA, il 14 aprile 2008 a 0,035 UA, il 19 settembre 2026 a 0,039 UA.
- con 1586 Thiele: il 7 agosto 1902 il due corpi celesti sono passati a sole 0,016 U.A. di distanza, il 30 dicembre 2038 passeranno a sole 0,029 U.A.[3].